# Akkura
Gli Akkura sono un gruppo di musica Folk italiano fondato nel 1998.

## Storia del gruppo
Gli Akkura (in dialetto palermitano significa "fai attenzione") sono un gruppo musicale italiano originario di Palermo, nato nel 1998.
Gli Akkura sono una band che ha attraversato molti generi musicali nei suoi album, dalla canzone italiana alla musica gitana, dal Sudamerica all'Africa, al punk e al reggae, e si è fatto notare per i lunghi concerti travolgenti. La band ha all’attivo più di 600 concerti, dall'Italia al Brasile, con esibizioni che vanno da Cracovia per il "Giorno della memoria" alla partecipazione al Womad (festival ideato da Peter Gabriel). Gli Akkura hanno pubblicato tre album - Akkura – Ep (2003), Zaùn (2007), Brucerò la Vucciria col mio piano in fiamme 2009) ed un singolo "Svalutation" (2011 - ediz limitata in vinile). Per il loro disco/libro, registrato a Rio De Janeiro e prodotto da due tra i più autorevoli rappresentanti della scena musicale brasiliana, Moreno Veloso e Domenico Lancellotti e avvalendosi anche della collaborazione di molti artisti, come lo scrittore Davide Enia e il cantautore Cesare Basile. Gli Akkura hanno anche realizzato musiche per videogiochi, cortometraggi, o anche spettacoli teatrali come “Italia – Brasile 3 – 2” di Davide Enia. Il gruppo vanta numerose collaborazioni, tra le altre: il leggendario chitarrista e produttore statunitense Arto Lindsay, Mario Incudine, Orquestra Imperial, Oratio, Toti Poeta, Nicolò Carnesi

## Componenti
- Riccardo Serradifalco: voce, chitarra
- Sergio Serradifalco: contrabbasso
- Salvo Compagno: percussioni
- Fabio Finocchio: batteria
- Marco Terzo: trombone, fiati
- Claudio Montalto: tromba, fiati

## Discografia

### Album
- 2002 - Pensieri a vapore
- 2007 - Zaún
- 2009 - Brucerò la Vucciria (col mio piano in fiamme)
- 2016 - Cosmotropico

### Cosmotropico
“Cosmotropico” è il titolo del nuovo album degli Akkura. La band di Palermo pubblica il suo quarto album, un disco gioioso, una manciata di brani in technicolor per raccontare il proprio “cosmo-tropico”. La scrittura è creativa, melodie cristalline che si intrecciano con influenze seventies africane, cenni di tradizione italiana e il Sud America degli anni '60, il tutto arrangiato con strumenti analogici e sonorità floreali. In studio, la band, che ha ospitato all’interno dell’album molti musicisti tra i quali Angelo Sicurella (Omosumo), Fabrizio Cammarata e Serena Ganci, ha lavorato a lungo sulle melodie ma anche sul ritmo, creando soluzioni poliritmiche nuove per ogni brano e, nel suo complesso, un album dinamico nel susseguirsi di un pezzo dopo l'altro, con influenze che vanno dal roots giamaicano (“Fame e sete”), ai temi in chiave “space” (“Daubaidesì”), dalla canzone italiana (“La Sera”, “Reminiscenza”), andando fino al “Graceland” di Paul Simon (“Peresoso”) e ai Vampire Weekend, sempre più vicino ad un'Africa, mai come oggi, così suggestiva e contemporanea. Anche intorno ai testi delle canzoni, l'album (registrato a Palermo presso lo studio "Akkura" e “Indigo Music" da Francesco Vitaliti e Fabio Rizzo) vive di contrasti tra libere ispirazioni non-sense (“Il cavallo è sordo e triste”) incursioni nella vita privata (“Il dolore che hai nel petto non è la reminiscenza”) e invocazioni oniriche e poetiche (“Onda, onda, trascinaci, io, Nico ed Emily”) o prendendo in prestito dall'inglese (“Why do we go”) o dal portoghese (“Ouviu uma voz pra me cantar”). Gli Akkura sono una band con alle spalle tre album, qualche singolo, tanti concerti in Italia e all'estero e parecchie collaborazioni, tra cui quelle con il leggendario chitarrista Arto Lindsay, e due dei più autorevoli rappresentanti della nuova scena brasiliana, Moreno Veloso e Domenico Lancellotti.

### Singoli
- 2011 - Svalutation
- 2015 - Les petits poissons (Nottedoro compilation, AA.VV. by AlmendraMusic) - traccia 11